# Беломутов, Григорий Тихонович
Григорий Тихонович Беломутов (1910—1943) — красноармеец Рабоче-крестьянской Красной Армии, участник Великой Отечественной войны, Герой Советского Союза (1943).

## Биография
Григорий Беломутов родился в 1910 году в деревне Белый Камень (ныне — Ульяновский район Калужской области) в крестьянской семье.
Получил начальное образование, работал в колхозе и на торфоразработках.
В 1932—1934 годах проходил службу в Рабоче-крестьянской Красной Армии. В июле 1941 года повторно был призван на службу. С того же года — на фронтах Великой Отечественной войны, был стрелком 705-го стрелкового полка 121-й стрелковой дивизии 60-й армии Центрального фронта. Отличился во время битвы за Днепр.
В ночь с 5 на 6 октября 1943 года Беломутов, находясь в составе роты, переправился через Днепр в районе села Казаровичи Вышгородского района Киевской области. Во время переправы лодка Беломутова была разбита миной, он вплавь добрался до западного берега реки, участвовал в отражении вражеских контратак. На следующий день, несмотря на массированный огонь немецких войск, переплыл Днепр и доставил боевое донесение в штаб батальона.
Указом Президиума Верховного Совета СССР от 17 октября 1943 года Григорий Беломутов был удостоен звания Героя Советского Союза с вручением ордена Ленина и медали «Золотая Звезда».
На следующий день, 18 октября 1943 года, погиб в бою, повторив подвиг Александра Матросова.

## Память
- В честь Беломутова названа улица в деревне Белый Камень.
- В советское время его имя носил также местный клуб, а также он был навечно зачислен в списки колхозной бригады, в которой работал.